# Susan Kohner
Susan Kohner (Los Angeles, 11 november 1936) is een Amerikaanse actrice. Ze is de dochter van Paul Kohner en actrice Lupita Tovar. Haar zonen, Paul Weitz en Chris Weitz zijn succesvolle regisseurs.

## Levensloop en carrière
Susan Kohner werd in 1936 geboren als Susanne Kohner. Haar vader, Paul Kohner (1902–1988), was filmproducent en haar moeder Lupita Tovar (1910–2016) was actrice. Ze begon met acteren in 1955 in de film To Hell and Back. In 1959 speelde ze naast Lana Turner in Imitation of Life. Haar laatste film was Freud: The Secret Passion uit 1962. Tussen 1956 en 1964 speelde Kohner ook diverse gastrollen in tv-series zoals Wagon Train.
Kohner huwde in 1964 met John Weitz, die in 2002 overleed.
- Biblioteca Nacional de España: XX4856006
- Bibliothèque nationale de France: cb14194232w (data)
- Catàleg d'autoritats de noms i títols de Catalunya: 981058616098506706
- Gemeinsame Normdatei: 143541420
- International Standard Name Identifier: 0000 0001 1472 8543
- Library of Congress Control Number: no90008780
- Nationale Bibliotheek van Israël: 987007461217505171
- Système universitaire de documentation: 146676769
- Virtual International Authority File: 54357694
- WorldCat: E39PBJbtwqKdXXBHXtDXwfQXh3